# Lutepää
Lutepää – wieś w Estonii, w prowincji Põlva, w gminie Värska.